# Vallis Inghirami

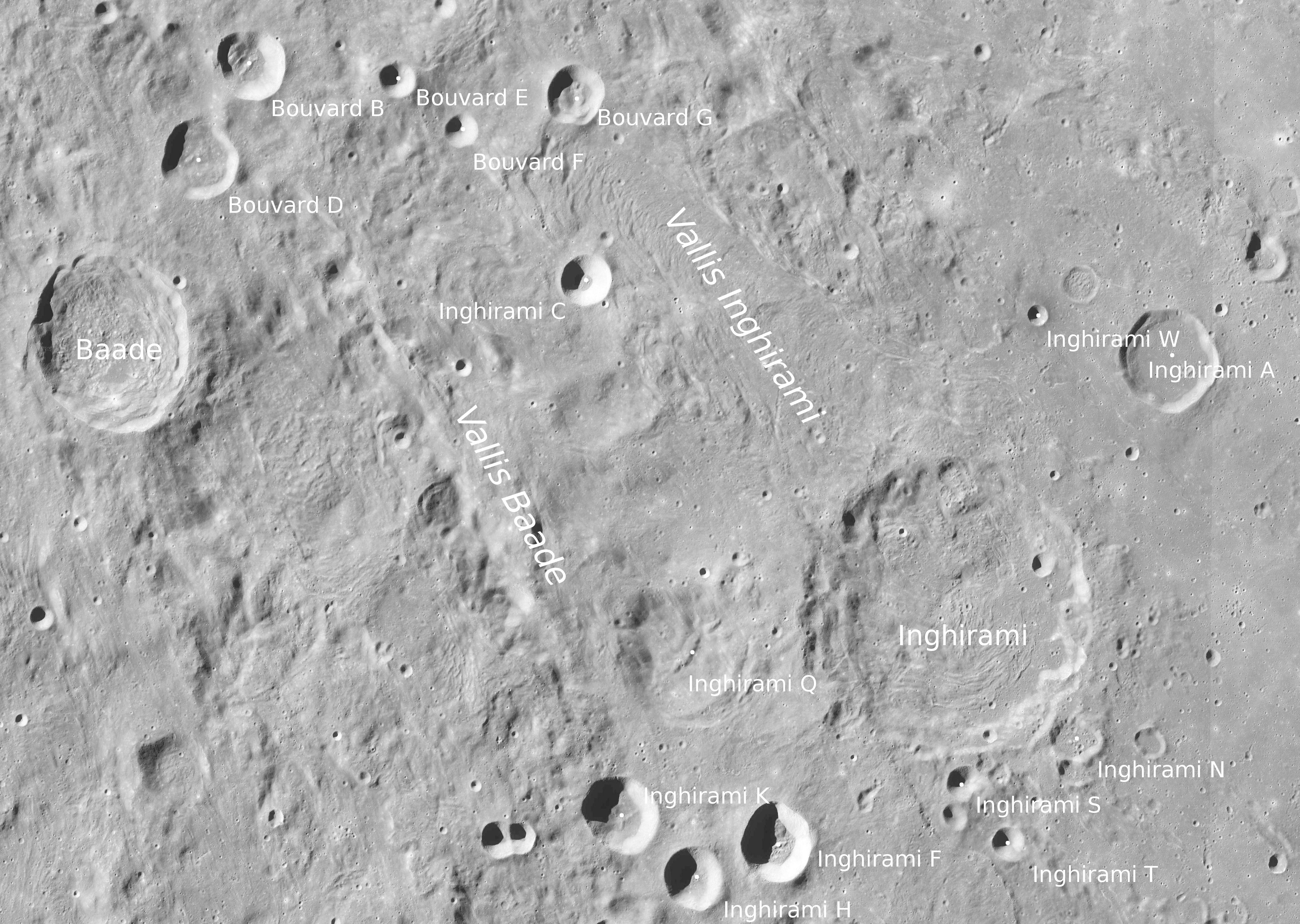

Vallis Inghirami je údolí na odvrácené straně Měsíce. Délka údolí je asi 145 km. Měsíční souřadnice údolí jsou 43,8 ° a S 72,2 ° W. Údolí je pojmenováno podle Giovanniho Inghiramiho. Název údolí byl schválen IAU v roce 1964. 